# Harvey Spencer Stephens
Harvey Spencer Stephens (ur. 12 listopada 1970 w Londynie) – angielski aktor dziecięcy. Najlepiej znany z roli antagonisty Damiena Thorna w horrorze Omen (1976), za którą uzyskał nominację do Złotego Globu w kategorii dla najbardziej obiecującego aktora.

## Filmografia
Opracowano na podstawie materiału źródłowego:
- 1976: Omen – Damien Thorn
- 1980: Gauguin the Savage (film telewizyjny) – młody Emil
- 2006: Omen – reporter[2]